# オカダアイヨン
オカダアイヨン株式会社（英: Okada Aiyon Corporation）は、大阪市港区に本社を置く建設機械の製造販売会社である。
油圧ショベルのアームにつけるブレーカーやクラッシャー、カッターなどのアタッチメント製造が主力であり、これの製造販売を主たる業務としているほか、廃木材処理機やコンクリートガラ処理機などの環境関連機器の製造販売も手がけている。
尚、1992年時点でのアタッチメント製造における業界シェアは3位であった。

## 概要
1938年に岡田農夫がオカダ鑿岩機営業所を創業したが、工場は戦災を受けて閉鎖することとなった。戦後業務を開始し、1960年9月に再建してオカダ鑿岩機株式会社を設立した。当時は空圧削岩機を中心とした建設機械の販売修理が中心だった。
1973年の第1次オイルショック以降は、油圧ブレーカーに取り組み、1977年に販売を開始した。以後、圧砕機、穿孔機、つかみ機などのアタッチメントを製造、販売していった。
1983年に、社名をオカダアイヨン株式会社に変更した。1992年8月には、大阪証券取引所第二部市場に上場している。国内が中心だが、欧米に加え、2010年にはインド支店を開設して新興国でも販売を開始している。
主に建築物の解体工事で使用するカッター、クラッシャー、鉄骨切断機等にウェイトを置いている。1996年には、リフティングマグネットでは日本初の発電機内蔵型を販売している。他にも木材粉砕機や土砂分別機など、建築廃棄物処理場で使われる設備も製造し、1990年代後半には売上高が30-40%を占めていたが、2009年ではアタッチメントが約90%で、設備は10%以下となっている。
東日本大震災時、がれきの集積や処理のため、震災から1週間後にアタッチメントをいち早く納入し、リース業を始めとした地元企業やゼネコンに供給した。日本経済新聞の記事によると、その関係で2011年 - 2012年上半期にかけては業績が好調であったという。

## 沿革
- 1938年（昭和13年）　岡田農夫（たつお、号は白雲）がオカダ鑿岩機営業所を開業。
- 1960年（昭和35年）9月1日　オカダ鑿岩機（サクガンキ）株式会社を設立[2][14]。
- 1977年（昭和52年）　油圧ブレーカの販売を開始。
- 1983年（昭和58年）　オカダアイヨン株式会社に商号変更。
- 1987年（昭和62年）　「コワリクン」の製造及び販売を開始。
- 1992年（平成4年）8月　 大阪証券取引所市場第二部に上場。
- 2002年（平成14年）　株式会社アイヨンテック（子会社）を設立し、「TSWシリーズ」の製造及び販売を開始。
- 2002年（平成14年）　Okada America，Inc．（子会社）を設立。
- 2013年（平成25年）7月　大阪証券取引所の現物株市場の統合に伴い、東京証券取引所市場第二部に上場。
- 2016年（平成28年）3月　東京証券取引所市場第一部に指定替え。

## 事業所・拠点
- 本社　大阪府大阪市港区海岸通4丁目1番18号[14]
- 札幌営業所　北海道札幌市北区新川西1条1丁目1番36号
- 盛岡営業所　岩手県紫波郡矢巾町大字広宮沢第7地割10番
- 仙台営業所　宮城県仙台市若林区卸町東5丁目2番33号
- 東京本店 　東京都板橋区新河岸2-8-25
- 中部営業所　岐阜県大垣市浅中3丁目131番1号
- 北陸営業所　石川県金沢市間明町2丁目99番地
- 関西営業所　大阪府大阪市港区海岸通4丁目1番18号
- 広島営業所　広島県廿日市市木材港北6番65号
- 四国営業所　愛媛県伊予郡松前町北川原1644番1号
- 九州営業所　福岡県大野城市御笠川2丁目4番8号
- 海外事業所　大阪府大阪市港区海岸通4丁目1番18号

- オカダアメリカ本社　　オレゴン州ポートランド
- オカダアメリカ営業所　オハイオ州メダイナ
- アイヨンテック　埼玉県朝霞市大字上内間木357番地1

## 社名の由来
旧社名オカダ鑿岩機の鑿という字は難しい（28画）。社名変更当時はパソコンで書類作成することは少なく、ほとんどひとつひとつ手で書いていたので、取引先のみならず社員もこの字を煩わしく思っていた。また、昭和40年代に最もよく売れた大型エアーブレーカのモデルがIPH400といい、これを略してアイヨンと呼ばれ、ブレーカの代名詞となっている地域もたくさんあった。そしてコーポレットアイデンティティーという言葉が出始めた頃、当時の岡田眞一郎社長が社名を変更した。